# Please: PopHeart Live EP
Please: PopHeart Live EP jest nagranym na żywo EP rockowej grupy U2. Album składa się z czterech utworów wykonanych podczas koncertów trasy PopMart Tour. Dwie z czterech piosenek pochodzą z płyty Pop, a pozostałe dwa utwory z albumu The Joshua Tree, wydanego w 1987 roku. 
Album był pierwszym EP grupy od czasu ukazania się w 1985 roku Wide Awake in America. 

## Lista utworów
Autorem tekstów jest Bono, muzyka została skomponowana przez U2.
1. "Please" (Na żywo z Rotterdamu)  – 7:11
2. "Where the Streets Have No Name" (Na żywo z Rotterdamu)  – 6:33
3. "With or Without You" (Na żywo z Edmonton)  – 4:38
4. "Staring at the Sun" (Na żywo z Rotterdamu)  – 5:33

"Please", "Where the Streets Have No Name" i "Staring at the Sun" zostały nagrane i wykonane na Feijenoord Stadion w Rotterdamie, w Holandii, 18 lipca 1997 roku.
"With or Without You" został nagrany na Commonwealth Stadium w Edmonton, w Kanadzie, 14 czerwca 1997 roku.

## Członkowie
- U2
  - Bono – wokal, gitara
  - The Edge – gitara, wokal
  - Adam Clayton – gitara basowa
  - Larry Mullen, Jr. – perkusja
- Produkcja audio
  - Andy VanDette
  - Howie Weinberg
  - Mark "Spike" Stent
  - Andy Rose